# Крутые Горки (Акмолинская область)
Крутые Горки (каз. Крутые Горки) — упраздненное село в Сандыктауском районе Акмолинской области Казахстана. Входило в состав Лесного сельского округа. Код КАТО — 116449103.

## География
Село располагалось в северо-западной части района в 10 км на северо-запад от центра района села Балкашино, в 2 км на восток от центра сельского округа села Лесное.

## История
Ликвидировано в 2006 г. 

## Население
В 1989 году 18 человек (из них немцев 33%, казахов 22%, русских 22%).
В 1999 году население села составляло 20 человек (9 мужчин и 11 женщин).
| Численность населения | Численность населения |
| 1989                  | 1999                  |
| --------------------- | --------------------- |
| 18                    | ↗20                   |